# Wallie-card
De Wallie-card was een prepaid betaalkaart (Wallie) waarmee je veilig betalingen op het internet kunt uitvoeren, bijvoorbeeld bij games en social-communities. Wallie is afgeleid van het Engelse 'wallet' (= portemonnee).  In tegenstelling tot een creditcard blijft de gebruiker van de Wallie-card anoniem bij het doen van online betalingen en kunnen er betalingen worden gedaan zonder dat persoonlijke en/of financiële gegevens worden verstrekt. Betalingen door middel van de Wallie-card worden door diverse Payment Service Providers aangeboden.
Wallie is in Nederland geïntroduceerd door de Distri Group (Wateringen) in september 2003. 
De pre-paid card met opdruk van een portemonnee met voeten en ogen is in vier eenheden verkrijgbaar: vijf, tien, twintig en vijftig euro bij enkele duizenden verkooppunten. 
Later werd de kaart ook als e-voucher verkocht.
In 2006 is Wallie als betaalmiddel ook geïntroduceerd in België, Letland en Mexico. In 2008 volgden Engeland, Duitsland en Spanje. In juli 2009 begon Wallie in Zweden. Turkije en Amerika volgden in september.
Het hoofdkantoor van Wallie was gevestigd in Den Haag.

## Overname
Op 16 augustus 2011 is het bedrijf overgenomen door het Oostenrijkse Paysafecard. Het Oostenrijkse bedrijf breidt voor het eerst uit door middel van deze acquisitie. Paysafecard is actief in 28 landen en heeft volgens eigen zeggen meer dan 350.000 verkooppunten voor de prepaidkaarten en meer dan 3.500 partijen die de kaart accepteren.
Sinds 15 november 2011 is het niet meer mogelijk om een Wallie-card aan te schaffen. Tot en met 31 januari 2012 was het mogelijk met de oude Wallie-card te betalen.